# 法拉·威廉斯
法拉·威廉斯（Fara Williams，1984年1月25日—）英格兰女子足球运动员，她在英格兰国家女子足球队中司职进攻性中场，现效力于埃弗顿女子足球俱乐部。
法拉参加了英格兰在2005年女子欧洲杯足球赛中的所有比赛，并且在1-2惜败丹麦国家女子足球队的比赛中射入一个比分领先的点球。她也在2007年女子世界杯足球赛预选赛中射入5球。帮助球队取得了参加中国决赛阶段比赛的资格，其中包括13-0狂胜匈牙利女足的比赛。
2007年5月23日，法拉被选为2007年度最佳国际球员奖。 